# Rue Banès
Pour les articles homonymes, voir Banes (homonymie).
La rue Banès est une voie de communication située à Meudon, dans les Hauts-de-Seine, en France.

## Situation et accès
Sa desserte est assurée par la gare de Meudon-Val-Fleury.

## Origine du nom
Cette rue a été nommée en hommage à Antoine Banès (1794-1865), maire de la ville de 1835 à 1838. Elle porte ce nom depuis 1885 au moins.

## Historique
Elle a été métamorphosée à la fin du XIXe siècle avec la création de la ligne des Invalides à Versailles-Rive-Gauche. Un pont routier fut alors construit au-dessus de la tranchée ferroviaire.